# Stipagrostis brachyathera
Stipagrostis brachyathera är en gräsart som först beskrevs av Ernest Saint-Charles Cosson och Benedict Balansa, och fick sitt nu gällande namn av De Winter. Stipagrostis brachyathera ingår i släktet Stipagrostis och familjen gräs. Inga underarter finns listade i Catalogue of Life.